# اسپلسی (کالیفرنیا)
اسپلسی (به انگلیسی: Spellacy) یک منطقهٔ مسکونی در ایالات متحده آمریکا است که در شهرستان کرن، کالیفرنیا واقع شده‌است. اسپلسی ۵۱۱ متر بالاتر از سطح دریا قرار دارد.